# Best of Hilary Duff
«Best of Hilary Duff» — перший альбом-збірник хітів американської поп-співачки Гіларі Дафф. В США вийшов 11 листопада 2008. Альбом містить 12 треків: вісім синглів попередніх альбомів, дві нові пісні — «Reach Out» і «Holiday» — та два ремікси.
Альбом випустив один сингл — пісню «Reach Out», який вийшов 20 жовтня 2008. Сингл посів 1 місце на US Billboard Hot Dance Club Play.

## Інформація про альбом
Первинно випуск альбому «Best of Hilary Duff» був запланований на 23 вересня, але через затримку вийшов 11 листопада 2008. Північноамериканське видання включало пісні «Beat of My Heart» та «Our Lips Are Sealed». В австралійській і японській версіях не було пісні «Beat of My Heart»; обкладинку диска японського видання було змінено, тому що японське видання студійного альбому «Dignity» мало таку ж обкладинку, як і «Best of Hilary Duff» у США.

## Історія виробництва
Ще у вересні 2007 Дафф оголошувала, що пісня «Reach Out», яку вона виконувала під час турне Dignity Tour вийде у якості сингла. 7 листопада 2007 в інтерв'ю із Джої Бермудез Дафф повідомила, що почала працювати над новим альбом, який буде включати ремікси її попередніх синглів та дві нові пісні: «Reach Out» та «Holiday».

## Список пісень
| Best of Hilary Duff – Видання для Північної Америки | Best of Hilary Duff – Видання для Північної Америки     | Best of Hilary Duff – Видання для Північної Америки               | Best of Hilary Duff – Видання для Північної Америки | Best of Hilary Duff – Видання для Північної Америки |
| #                                                   | Назва                                                   | Автор                                                             | Продюсер(и)                                         | Тривалість                                          |
| --------------------------------------------------- | ------------------------------------------------------- | ----------------------------------------------------------------- | --------------------------------------------------- | --------------------------------------------------- |
| 1.                                                  | «Reach Out» (with Prophet)                              | Martin Gore Ryan Tedder Evan Bogart Mika Guillory                 | Tedder                                              | 4:14                                                |
| 2.                                                  | «Holiday»                                               | Tedder Гіларі Дафф Гейлі Дафф                                     | Tedder                                              | 4:05                                                |
| 3.                                                  | «Stranger» (з Dignity, 2007)                            | Гіларі Дафф Кара ДіоГуарді Vada Nobles Derrick Haruin Julius Diaz | Nobles Haruin Logic                                 | 4:14                                                |
| 4.                                                  | «With Love» (з Dignity, 2007)                           | Гіларі Дафф ДіоГуарді Nobles Diaz                                 | Nobles Logic                                        | 3:05                                                |
| 5.                                                  | «Play with Fire» (з Dignity, 2007)                      | Гіларі Дафф ДіоГуарді Rhett Lawrence Will I Am                    | Lawrence                                            | 3:01                                                |
| 6.                                                  | «Wake Up» (з Most Wanted, 2005)                         | Dead Executives Гіларі Дафф                                       | Dead Executives                                     | 3:38                                                |
| 7.                                                  | «Fly» (з Hilary Duff, 2004)                             | ДіоГуарді John Shanks                                             | Shanks                                              | 3:45                                                |
| 8.                                                  | «Come Clean» (Remix) (з Metamorphosis, 2003)            | ДіоГуарді Shanks                                                  | Shanks Chico Bennett [a] Richard Vission [a]        | 3:20                                                |
| 9.                                                  | «So Yesterday» (з Metamorphosis, 2003)                  | Lauren Christy Scott Spock Graham Edwards Charlie Midnight        | The Matrix                                          | 3:36                                                |
| 10.                                                 | «Why Not» (з Кіно про Ліззі Макгвайр: Саундтреки, 2003) | Midnight Matthew Gerrard                                          | Gerrard                                             | 3:00                                                |
| 11.                                                 | «Reach Out» (Remix)                                     | Gore Tedder Bogart Guillory                                       | Tedder Vission [a] [b] Bennett [b] Dirty Freqs [b]  | 6:16                                                |
| 12.                                                 | «Holiday» (Bermudez – Chico Remix)                      | Tedder Гіларі Дафф Гейлі Дафф                                     | Tedder Joe Bermudez [a] [b] Bennett [a] [b]         | 4:08                                                |

| Best of Hilary Duff – Бонусні треки для Amazon MP3 та iTunes Store | Best of Hilary Duff – Бонусні треки для Amazon MP3 та iTunes Store | Best of Hilary Duff – Бонусні треки для Amazon MP3 та iTunes Store | Best of Hilary Duff – Бонусні треки для Amazon MP3 та iTunes Store | Best of Hilary Duff – Бонусні треки для Amazon MP3 та iTunes Store |
| #                                                                  | Назва                                                              | Автор                                                              | Продюсер(и)                                                        | Тривалість                                                         |
| ------------------------------------------------------------------ | ------------------------------------------------------------------ | ------------------------------------------------------------------ | ------------------------------------------------------------------ | ------------------------------------------------------------------ |
| 13.                                                                | «Stranger» (Vission vs. Aude Mixshow)                              | Гіларі Дафф ДіоГуарді Nobles Haruin Diaz                           | Nobles Haruin Logic Vission [a] Dave Audé [a]                      | 5:34                                                               |
| 14.                                                                | «Dignity» (Richard Vission Remix) (з Dignity, 2007)                | Гіларі Дафф ДіоГуарді Bennett Vission                              | Bennett Vission                                                    | 3:43                                                               |

| Best of Hilary Duff – Австралійське видання | Best of Hilary Duff – Австралійське видання                                        | Best of Hilary Duff – Австралійське видання | Best of Hilary Duff – Австралійське видання | Best of Hilary Duff – Австралійське видання |
| #                                           | Назва                                                                              | Автор                                       | Продюсер(и)                                 | Тривалість                                  |
| ------------------------------------------- | ---------------------------------------------------------------------------------- | ------------------------------------------- | ------------------------------------------- | ------------------------------------------- |
| 13.                                         | «Little Voice» (з Metamorphosis, 2003)                                             | ДіоГуарді Patrik Berger                     | Bennett ДіоГуарді                           | 3:04                                        |
| 14.                                         | «Our Lips Are Sealed» (разом з Гейлі Дафф) (з Історія Попелюшки: Саундтреки, 2004) | Jane Wiedlin Terence Hall                   | Midnight Spider                             | 2:38                                        |
| 52:04                                       |                                                                                    |                                             |                                             |                                             |

| Best of Hilary Duff – Японське видання | Best of Hilary Duff – Японське видання                                             | Best of Hilary Duff – Японське видання   | Best of Hilary Duff – Японське видання | Best of Hilary Duff – Японське видання |
| #                                      | Назва                                                                              | Автор                                    | Продюсер(и)                            | Тривалість                             |
| -------------------------------------- | ---------------------------------------------------------------------------------- | ---------------------------------------- | -------------------------------------- | -------------------------------------- |
| 13.                                    | «Metamorphosis» (з Metamorphosis, 2003)                                            | Гіларі Дафф Midnight Bennett Andre Recke | Bennett Midnight                       | 3:27                                   |
| 14.                                    | «Come Clean» (з Metamorphosis, 2003)                                               | ДіоГуарді Shanks                         | Shanks                                 | 3:33                                   |
| 15.                                    | «Girl Can Rock» (з Metamorphosis, 2003)                                            | Midnight Denny Weston Jr                 | Midnight Weston                        | 3:02                                   |
| 16.                                    | «Who's That Girl?» (Acoustic version) (з Hilary Duff, 2004)                        | Midnight Desmond Child Andreas Carlsson  | Child Midnight Carlsson Andre Recke    | 3:25                                   |
| 17.                                    | «Our Lips Are Sealed» (разом з Гейлі Дафф) (з Історія Попелюшки: Саундтреки, 2004) | Jane Wiedlin Terence Hall                | Midnight Spider                        | 2:38                                   |
| 18.                                    | «Beat of My Heart» (з Most Wanted, 2005)                                           | Dead Executives Гіларі Дафф              | Dead Executives                        | 3:08                                   |
| 19.                                    | «Reach Out» (Caramel Pod E Remix)                                                  | Gore Tedder Bogart Guillory              | Tedder Caramel Pod E [a]               | 7:14                                   |

| Best of Hilary Duff – Європейське видання | Best of Hilary Duff – Європейське видання               | Best of Hilary Duff – Європейське видання                         | Best of Hilary Duff – Європейське видання          | Best of Hilary Duff – Європейське видання |
| #                                         | Назва                                                   | Автор                                                             | Продюсер(и)                                        | Тривалість                                |
| ----------------------------------------- | ------------------------------------------------------- | ----------------------------------------------------------------- | -------------------------------------------------- | ----------------------------------------- |
| 1.                                        | «Reach Out» (із Prophet)                                | Martin Gore Ryan Tedder Evan Bogart Mika Guillory                 | Tedder                                             | 4:14                                      |
| 2.                                        | «Holiday»                                               | Tedder Гіларі Дафф Гейлі Дафф                                     | Tedder                                             | 4:05                                      |
| 3.                                        | «Stranger» (з Dignity, 2007)                            | Гіларі Дафф Кара ДіоГуарді Vada Nobles Derrick Haruin Julius Diaz | Nobles Haruin Logic                                | 4:14                                      |
| 4.                                        | «With Love» (з Dignity, 2007)                           | Гіларі Дафф ДіоГуарді Nobles Diaz                                 | Nobles Logic                                       | 3:05                                      |
| 5.                                        | «Play with Fire» (з Dignity, 2007)                      | Гіларі Дафф ДіоГуарді Rhett Lawrence Will I Am                    | Lawrence                                           | 3:01                                      |
| 6.                                        | «Dignity» (з Dignity, 2007)                             | Гіларі Дафф ДіоГуарді Chico Bennett Richard Vission               | Bennett Vission                                    | 3:14                                      |
| 7.                                        | «Wake Up» (з Most Wanted, 2005)                         | Dead Executives Гіларі Дафф                                       | Dead Executives                                    | 3:38                                      |
| 8.                                        | «Fly» (з Hilary Duff, 2004)                             | ДіоГуарді John Shanks                                             | Shanks                                             | 3:45                                      |
| 9.                                        | «Come Clean» (Remix) (з Metamorphosis, 2003)            | ДіоГуарді Shanks                                                  | Shanks Chico Bennett [a] Richard Vission [a]       | 3:20                                      |
| 10.                                       | «So Yesterday» (з Metamorphosis, 2003)                  | Lauren Christy Scott Spock Graham Edwards Charlie Midnight        | The Matrix                                         | 3:36                                      |
| 11.                                       | «Why Not» (з Кіно про Ліззі Макгвайр: Саундтреки, 2003) | Midnight Matthew Gerrard                                          | Gerrard                                            | 3:00                                      |
| 12.                                       | «Beat of My Heart» (з Most Wanted, 2005)                | Dead Executives Гіларі Дафф                                       | Dead Executives                                    | 3:08                                      |
| 13.                                       | «Reach Out» (Remix)                                     | Gore Tedder Bogart Guillory                                       | Tedder Vission [a] [b] Bennett [b] Dirty Freqs [b] | 6:16                                      |
| 14.                                       | «Holiday» (Bermudez – Chico Remix)                      | Tedder Гіларі Дафф Гейлі Дафф                                     | Tedder Joe Bermudez [a] [b] Bennett [a] [b]        | 4:08                                      |
| 15.                                       | «Stranger» (Smax & Gold Club Mix)                       | Гіларі Дафф ДіоГуарді Nobles Haruin Diaz                          | Nobles Haruin Logic Eric Smax [a] Thomas Gold [a]  | 8:46                                      |
| 16.                                       | «With Love» (Bimbo Jones Remix)                         | Гіларі Дафф ДіоГуарді Nobles Diaz                                 | Nobles Logic Bimbo Jones [a]                       | 6:40                                      |
| 68:14                                     |                                                         |                                                                   |                                                    |                                           |

| Best of Hilary Duff – Бонусні треки Amazon MP3 та iTunes Store | Best of Hilary Duff – Бонусні треки Amazon MP3 та iTunes Store | Best of Hilary Duff – Бонусні треки Amazon MP3 та iTunes Store | Best of Hilary Duff – Бонусні треки Amazon MP3 та iTunes Store | Best of Hilary Duff – Бонусні треки Amazon MP3 та iTunes Store |
| #                                                              | Назва                                                          | Автор                                                          | Продюсер(и)                                                    | Тривалість                                                     |
| -------------------------------------------------------------- | -------------------------------------------------------------- | -------------------------------------------------------------- | -------------------------------------------------------------- | -------------------------------------------------------------- |
| 17.                                                            | «Stranger» (Vission vs. Aude Mixshow)                          | Гіларі Дафф ДіоГуарді Nobles Haruin Diaz                       | Nobles Haruin Logic Vission [a] Dave Audé [a]                  | 5:34                                                           |
| 18.                                                            | «Dignity» (Richard Vission Remix))                             | Гіларі Дафф ДіоГуарді Bennett Vission                          | Bennett Vission                                                | 3:43                                                           |

Notes
- ↑  вказує реміксера
- ↑  вказує додаткового продюсера

## Чарти
| Чарт (2008-2009)       | Місце |
| ---------------------- | ----- |
| Argentina Albums Chart | 5     |
| Canadian Albums Chart  | 87    |
| Greek Albums Chart     | 19    |
| Italian Albums Chart   | 41    |
| Japanese Albums Chart  | 12    |
| Mexican Albums Chart   | 53    |
| U.S. Billboard 200     | 125   |

## Продажі
Станом на березень 2009 продажі альбому становили 23,000 копій в США і 49,000 копій по всьому світі. Станом на вересень 2012 на території США було продано 35,000 копій платівки.

## Історія релізів
| Регіоні         | Дата              | Лейбл               | Формат                   | Каталог       |
| --------------- | ----------------- | ------------------- | ------------------------ | ------------- |
| США             | 11 листопада 2008 | Hollwyood/Universal | CD                       | D000219502    |
| Канада          | 11 листопада 2008 | Hollywood           | CD                       | D000219502    |
| Гонконг         | 14 листопада 2008 | Hollywood/EMI       | CD, цифрове завантаження |               |
| Тайвань         | 14 листопада 2008 | Hollywood/Universal | CD                       |               |
| Австралія       | 15 листопада 2008 | Hollywood           | CD, digital download     | 2355692       |
| Венесуела       | 15 листопада 2008 | Hollywood           | CD                       |               |
| Індія           | 16 листопада 2008 | Hollywood           | CD                       |               |
| Коста-Рика      | 17 листопада 2008 | Hollywood           | CD                       |               |
| Мексика         | 18 листопада 2008 | Hollywood           | CD                       | 050087124205  |
| Бразилія        | 28 листопада 2008 | Hollywood           | CD                       | 50087124205   |
| Нова Зеландія   | 1 грудня 2008     | Hollywood           | CD                       |               |
| Японія          | 3 грудня 2008     | Avex Trax           | CD                       | AVCW-13105    |
| Італія          | 23 січня 2009     | Hollywood/EMI       | CD                       |               |
| Аргентина       | 25 січня 2009     | Hollywood/EMI       | CD                       |               |
| Польща          | 26 січня 2009     | EMI Music Poland    | CD                       | 2422982       |
| Велика Британія | 26 січня 2009     | Hollywood/EMI       | CD                       | 5099924229821 |
| Іспанія         | 27 січня 2009     | Hollywood/EMI       | CD                       |               |
| Ліван           | Травень 2009      | Hollywood/EMI       | CD                       |               |